# Torneio Pré-Olímpico de Voleibol Masculino de 2016 - Ásia e Oceania
O Torneio Pré-Olímpico de Voleibol Masculino de 2016 da Ásia e Oceania foi a competição qualificatória para os Jogos Olímpicos de Verão de 2016, que disputada entre 14 a 22 de maio, sediada em Tóquio, Japão, realizado concomitantemente com o Pré-Olímpico Mundial I, e que garantiu uma vaga para a seleção asiática ou da Oceania,tal promoção alcançada pela Seleção Iraniana que finalizou em melhor colocação na classificação final, ou seja, o vice-campeonato.

## Seleções participantes
As seguintes seleções foram qualificadas para a disputa do Torneio Pré-Olímpico Mundial I 2016
| Equipe    | Qualificação                               |
| --------- | ------------------------------------------ |
| Japão     | Representante do País-Sede                 |
| Austrália | Nomeação ranking da AVC em Janeiro de 2016 |
| China     | Nomeação ranking da AVC em Janeiro de 2016 |
| Irã       | Nomeação ranking da AVC em Janeiro de 2016 |

## Competição
A disputa pela qualificação ocorreu na própria competição do Pré-Olímpico Mundial I.

## Classificação final
| Rank | Team      |
| ---- | --------- |
| 1    | Irã       |
| 2    | Austrália |
| 3    | China     |
| 4    | Japão     |

|  | Qualificado para a Olimpíada Rio 2016 |